# مگان گبیا
مگان گبیا (انگلیسی: Megan Gebbia؛ زادهٔ ۸ اکتبر ۱۹۷۲) سرمربی، و بازیکن بسکتبال اهل ایالات متحده آمریکا است.